# Tuřany (Boemia centrale)
Tuřany è un comune della Repubblica Ceca facente parte del distretto di Kladno, in Boemia Centrale.

## Geografia fisica
Il comune si trova a 3 km ad ovest dalla città di Karlovy Vary ad un'altitudine di 332 m s.l.m. La frazione Byseň si trova a circa 1 km a nord, ad un'altitudine di 280 m sul livello del mare.
Gli altri comuni limitrofi sono Libovice, Řisuty, Malíkovice, Hvězda e Čanovice ad ovest, Lotouš, Neprobylice, Kutrovice, Třebíz, Kvílice e Královice a nord, Kvíc, Trpoměchy e Kvíček ad est e Studeněves, Šternberk, Ledce e Přelíc a sud.

## Storia
La prima menzione scritta del paese risale al 1115. I proprietari del comune acquistarono Byseň nel 1601 ed ancora oggi quest'ultimo è frazione di Tuřany. Con la guerra dei trent'anni, il villaggio fu totalmente distrutto e venne ricostruito nel 1623 sotto le istruzioni di George Adam, e da allora rimase sotto il dominio di Smečno.
Segnarono l'inizio di un grande sviluppo la scoperta di miniere di carbone, nonché la costruzione di nuove vie di comunicazione con Karlovy Vary, nel 1815.
Nel 1998 al comune è stato rilasciato un certificato commemorativo per la cura dei monumenti culturali locali.

## Monumenti
- Chiesa dell'Assunzione (chiesa parrocchiale), rinnovata di recente, con annessi cimitero e campanile. Quest'ultimo risale al 1717, è costruito interamente di legno e necessita di un'urgente riparazione.[3]
- Memoriale alle vittime della prima e seconda guerra mondiale

## Istruzione
Tuřany ospita una scuola di primo grado, che serve anche le zone circostanti.

## Ricorrenze
Il 1º maggio si svolge la tradizionale svátek práce (festa dei lavoratori), durante la quale il villaggio offre spettacoli teatrali ed attrazioni simili.

## Sport
La squadra di calcio del villaggio si chiama Tuřany TJ Sokol.

## Geografia antropica

### Frazioni
- Tuřany
- Byseň